# Roulans
Roulans és un municipi francès situat al departament del Doubs i a la regió de Borgonya - Franc Comtat. L'any 2007 tenia 1.063 habitants.

## Demografia

### Població
El 2007 la població de fet de Roulans era de 1.063 persones. Hi havia 402 famílies de les quals 79 eren unipersonals (29 homes vivint sols i 50 dones vivint soles), 143 parelles sense fills, 155 parelles amb fills i 25 famílies monoparentals amb fills.
La població ha evolucionat segons el següent gràfic:
Habitants censats

### Habitatges
El 2007 hi havia 442 habitatges, 411 eren l'habitatge principal de la família, 4 eren segones residències i 28 estaven desocupats. 376 eren cases i 64 eren apartaments. Dels 411 habitatges principals, 330 estaven ocupats pels seus propietaris, 68 estaven llogats i ocupats pels llogaters i 13 estaven cedits a títol gratuït; 2 tenien una cambra, 15 en tenien dues, 46 en tenien tres, 84 en tenien quatre i 264 en tenien cinc o més. 356 habitatges disposaven pel capbaix d'una plaça de pàrquing. A 155 habitatges hi havia un automòbil i a 223 n'hi havia dos o més.

### Piràmide de població
La piràmide de població per edats i sexe el 2009 era:
| Homes | Edats   | Dones |
| ----- | ------- | ----- |
| 0     | 95 o +  | 0     |
| 0     | 90 a 94 | 4     |
| 8     | 85 a 89 | 0     |
| 0     | 80 a 84 | 12    |
| 12    | 75 a 79 | 12    |
| 16    | 70 a 74 | 12    |
| 12    | 65 a 69 | 24    |
| 36    | 60 a 64 | 32    |
| 20    | 55 a 59 | 32    |
| 40    | 50 a 54 | 40    |
| 40    | 45 a 49 | 40    |
| 28    | 40 a 44 | 40    |
| 36    | 35 a 39 | 28    |
| 36    | 30 a 34 | 44    |
| 32    | 25 a 29 | 37    |
| 16    | 20 a 24 | 36    |
| 36    | 15 a 19 | 24    |
| 44    | 10 a 14 | 16    |
| 48    | 5 a 9   | 28    |
| 32    | 0 a 4   | 24    |

## Economia
El 2007 la població en edat de treballar era de 703 persones, 523 eren actives i 180 eren inactives. De les 523 persones actives 479 estaven ocupades (245 homes i 234 dones) i 44 estaven aturades (26 homes i 18 dones). De les 180 persones inactives 68 estaven jubilades, 76 estaven estudiant i 36 estaven classificades com a «altres inactius».

### Ingressos
El 2009 a Roulans hi havia 428 unitats fiscals que integraven 1.124 persones, la mediana anual d'ingressos fiscals per persona era de 19.000,5 €.

### Activitats econòmiques
Dels 46 establiments que hi havia el 2007, 1 era d'una empresa alimentària, 1 d'una empresa de fabricació d'altres productes industrials, 4 d'empreses de construcció, 13 d'empreses de comerç i reparació d'automòbils, 7 d'empreses de transport, 2 d'empreses d'hostatgeria i restauració, 2 d'empreses d'informació i comunicació, 2 d'empreses financeres, 1 d'una empresa immobiliària, 1 d'una empresa de serveis, 8 d'entitats de l'administració pública i 4 d'empreses classificades com a «altres activitats de serveis».
Dels 11 establiments de servei als particulars que hi havia el 2009, 1 era una gendarmeria, 1 oficina de correu, 3 tallers de reparació d'automòbils i de material agrícola, 2 lampisteries, 2 perruqueries i 2 restaurants.
Dels 4 establiments comercials que hi havia el 2009, 1 era una botiga de menys de 120 m², 1 una fleca, 1 una peixateria i 1 una joieria.
L'any 2000 a Roulans hi havia 7 explotacions agrícoles.

## Equipaments sanitaris i escolars
L'únic equipament sanitari que hi havia el 2009 era una farmàcia.
El 2009 hi havia 1 escola maternal i 1 escola elemental. Roulans disposava d'un col·legi d'educació secundària amb 525 alumnes.

## Poblacions més properes
El següent diagrama mostra les poblacions més properes.